# Гімн Закарпатської області
Гімн Закарпатської області — пісенний елемент символіки області. Наразі відсутній.

## Історія
22 грудня 2009 року, без обговорення в комісіях, з подачі депутата Євгена Жупана Закарпатська обласна рада затвердила гімном Закарпатської області писаний язичієм музичний твір в обробці М. Керецмана на вірш, що деякими дослідниками приписується Олександру Духновичу, на музику лідера карпаторуських фашистів Степана Фенцика (за іншими даними автором слів є сам Степан Фенцик). «За» начебто проголосувала мінімальна необхідна кількість депутатів — 46 із 76 присутніх на сесії. Перед тим на 26-й сесії депутати більшістю голосів виключили з порядку денного питання про затвердження тексту гімну на слова Василя Ґренджі-Донського «Тобі, рідний краю». Голова облради Михайло Кічковський також підтвердив, що ряд депутатів голосували за своїх відсутніх колег, а один з депутатів, що проголосували, згодом відмовився від свого голосу.
Рішення обласної ради стосовно прийняття гімну, було ухвалене з порушеннями регламенту, крім того викликало велике обурення й широкий резонанс в області та у всій Україні. Проти русинського гімну виступили ряд політичних сил регіону, зокрема "Свобода" і БЮТ.  Рішення Закарпатської облради не було ні опубліковано, ні підписано головою Закарпатської облради, і, відповідно, не набуло чинності.

## Пропозиції тексту гімну

### Вірш Олександра Духновича «Подкарпатские русины…»
Подкарпатские русины,

Оставте глубокий сон.

Народный голос зовет вас:

Не забудьте о своем!

Наш народ любимый

да будет свободный

От него да отдалится

неприятелей буря

да посетит справедливость

уж и русское племя!

Желание руских вождь:

Руский да живет народ!

Просим Бога Вышняго

да поддержит рускаго

и даст века лучшаго!

### Вірш Василя Ґренджі-Донського «Тобі, рідний краю!»
Тобі, рідний краю, і честь, і любов,

хай вітер гуде пісню волі.

За тисячу років і сльози, і кров

народ твій пролив у неволі.

Він мужньо стояв у тяжкій боротьбі

за волю, за рідну державу,

був вірним до смерті, мій краю, тобі

за правду, за честь і за славу.

У вільній Вкраїні народ наш воскрес!

Нам єдності прапор тримати,

щоб сонце свободи світило з небес

на наші зелені Карпати.

## Дивись також
- Герб Закарпатської області
- Прапор Закарпатської області
- Карпатська Україна
- Підкарпатська Русь